# Ekaterina Shamonina
Ekaterina Shamonina (* 1970 in Twer, Sowjetunion) ist eine russische Physikerin auf dem Gebiet des Elektromagnetismus und der Photonik an der University of Oxford.

## Leben
Shamonina studierte ab 1987 Physik an der Lomonossow-Universität in Moskau, von wo sie nach Abschluss ihres Diploms 1993 zur Promotion an die Universität Osnabrück wechselte. Dort wurde sie 1998 mit dem Thema „Dynamische Holographie in photorefraktiven Kristallen“ promoviert. Im Jahr 2000 wurde Shamonina in das Emmy-Noether-Programm der DFG aufgenommen, als Teil dessen sie zunächst bis 2002 an der University of Oxford und dann bis 2003 am Imperial College in London forschte. Im Jahr 2013 wurde sie, nach Stellen in Osnabrück, Erlangen und am Imperial College, auf eine Professur am Wadham College der University of Oxford berufen.
Ihr Forschungsschwerpunkt liegt im Bereich der elektromagnetischen Metamaterialien, wo sie unter anderem den Begriff der magnetoinduktiven Wellen prägte. Sie ist Direktorin des Oxford Institute for Metamaterials Engineering, Technology and Applications (OxiMETA).

## Auszeichnungen
- 2000: Emmy Noether-Fellowship[4]
- 2006: Hertha-Sponer-Preis „aufgrund ihrer herausragenden Beiträge im Gebiet der elektromagnetischen Metamaterialien.“[5]

## Schriften (Auswahl)
- mit L. Solymar: “Waves in Metamaterials”. Oxford University Press, 2009.
- Die Herrschaft der Ringe. Mit neuartigen magnetischen Metamaterialien werden Nahfeldlinsen möglich (Preisträger-Artikel Hertha-Sponer-Preis). In: Physik Journal. Band 5, Nr. 8/9, 2006, S. 51–56 (pro-physik.de).
- mit V. Kalinin, K. Ringhofer und L. Solymar: “Magnetoinductive waves in one, two, and three dimensions.” Journal of Applied Physics 92.10 (2002): 6252-6261.
- mit V. Kalinin, K. Ringhofer und L. Solymar: “Magneto-inductive waveguide.” Electronics letters 38.8 (2002): 371-373.